# 法比奥·曼奇尼
法比奥·曼奇尼（Fabio Mancini，1987年8月11日—），是意大利男超模。
自他开始模特生涯以来，他被认可为是国际上为数不多的成功的意大利模特之一，出现在乔治·阿玛尼（Giorgio Armani）的大部分广告宣传活动和时装表演。

## 个人简介
法比奥·曼奇尼出生于德国巴特洪堡，四岁时移居意大利米蘭。他的父亲是意大利人血统，他的母亲是印度和意大利混血血统。他目前居住在米兰。

## 模特生涯
曼奇尼的模特生涯始于23岁，他在米兰街头被星探发现。他代言的品牌包括乔治·阿玛尼、安普里奧·阿瑪尼（Emporio Armani）、杜嘉班纳（Dolce＆Gabbana）、阿爾塔·薩爾托里亞（Alta Sartoria）、薇薇安·韋斯特伍德（Vivienne Westwood）、Dirk Bikkembergs、Ermanno Scervino、布里俄尼（Brioni）等等。
在他整个模特生涯中，曼奇尼一直参加阿玛尼牛仔裤、阿玛尼内衣的广告宣传活动，卡羅萊納州赫雷拉（Carolina Herrera）、艾蒂安·艾格納（Aigner）、卡洛皮納特利（Carlo Pignatelli）、文斯·卡穆托（Vince Camuto）、皮爾卡丹（Pierre Cardin）、Yamamay和歐萊雅 L'Oréal。他曾经登上各种杂志封面，包括歐萊雅（L'Officiel）, 公共的蜂 雜誌 (Hachi Magazine)，和 大衛雜誌 (David Magazine)，并以高调时尚感吸睛 社論 为 哈珀市集 (Harper's Bazaar), 男性尊稱 (时尚先生 (刊物)), 男性健康 (Men's Health) 和 時尚 (Vogue).
在2014年，参加过几次阿玛尼牛仔裤广告宣传活动后，Armani推出了一款新的内衣系列，由安德里亚·德内斯（Andrea Dones）设计的“阿玛尼内衣感官系列”，法比奥连续两季成为该系列的主要代言人。此外他还制作了一部视频，用于 Giorgio Armani 40 周年纪念。
2016年，曼奇尼成为皮爾卡丹（Pierre Cardin）内衣系列的新代言大使。 在与Yamamay的美国模特艾米莉·迪多納托（Emily DiDonato）合作中，摄影师乔瓦尼·加斯特尔（Giovanni Gastel）为其拍摄了一系列为代言2016-17年阿玛尼冬季牛仔裤系列的作品。

## 模特生涯的成就
- 2014年、2015年、2016年和2017年，曼奇尼荣登Models.com的“最性感男士名单”。[13]

- Vogue（英语：Vogue Paris） 曼奇尼是2015年荣获“Vogue”Hommes最佳健美模特。[14]
- 曼奇尼荣获“50个最性感男模”排行榜  Out Magazine.[15]
- 2016年最好的五个意大利模特 Milan Fashion Week Vogue[16]
- Vogue  15个最喜爱的模特 Dolce&Gabbana[17]